# Une nuit de réflexion
Pour plus de détails, voir Fiche technique et Distribution.
Une nuit de réflexion (titre original : Insignificance) est un film britannique réalisé par Nicolas Roeg, sorti en 1986.

## Synopsis
Au milieu des années 1950, quatre illustres personnages se croisent dans une chambre d'hôtel de New York, sans que leurs noms soient jamais prononcés pendant le récit : le professeur (Albert Einstein), l'actrice (Marilyn Monroe), son époux le joueur de base-ball (Joe DiMaggio) et le sénateur (Joseph McCarthy).

## Fiche technique
- Titre français : Une nuit de réflexion
- Titre original : Insignificance
- Réalisation : Nicolas Roeg
- Scénario : Terry Johnson
- Pays d'origine : Royaume-Uni
- Format : Couleurs - 35 mm - 1,85:1 - Mono
- Genre : Comédie dramatique
- Durée : 110 minutes
- Date de sortie : 1986

## Distribution
- Michael Emil (VF : Serge Lhorca) : le professeur
- Theresa Russell (VF : Dorothée Jemma) : l'actrice
- Tony Curtis (VF : Edmond Bernard) : le sénateur
- Gary Busey (VF : Jean-François Devaux) : le joueur de base-ball